# После. Глава 2
«После. Глава 2» (англ. After We Collided) — американский мелодраматический фильм режиссёра Роджера Камбла и сценаристов Анны Тодд и Марио Селайи, снятый по одноимённому роману 2014 года «После ссоры», который написан самой Тодд. Сиквел фильма «После». К главным ролям вернулись Джозефин Лэнгфорд и Хиро Файнс-Тиффин.
В российский прокат фильм вышел 17 сентября 2020 года.

## Сюжет
Месяц назад Тесса Янг встретила Хардина Скотта, которого бросила из-за его обмана, так её жизнь разделилась на «до и после». У Тессы теперь новый парень Тревор, и она нашла работу у Триш Дэниэлс. Когда Хардин находит её, она проводит с ним ночь. Вскоре Тесса начинает встречаться с Хардином, общаться с его мамой Карен и узнаёт, что Хардину снятся кошмары, и ничего его от этого не спасает. Он начал искать утешение в алкоголе. Вскоре Хардин рассказывает Тессе, как на его мать напали, а он пытался это предотвратить, но не смог. Перед Новым годом Тесса и Хардин идут на вечеринку, где Тесса бьёт знакомую Хардина — Молли. После этого они занимаются любовью. Тессе приходит сообщение от Тревора о переезде. Хардин видит это и уходит. Тесса целует незнакомого парня на вечеринке, и через минуту они с Хардином ссорятся. Утром, когда Хардин звонит Тессе, она попадает в аварию, из-за чего оказывается в больнице. Затем они находят друг друга, снова мирятся и уезжают.

## В ролях
- Джозефин Лэнгфорд — Тесса Янг
- Хиро Файнс-Тиффин — Хардин Скотт
- Дилан Спраус — Тревор Мэттьюс
- Чарли Уэбер — Кристиан Вэнс
- Кэндис Кинг — Кимберли Вэнс
- Луиза Ломбард — Триш Дэниэлс
- Роб Эстес — Кен Скотт
- Карима Уэстбрук — Карен Скотт
- Макс Рагоне — Смит Вэнс
- Шэйн Пол Макги — Лэндон Гибсон
- Сэмюэл Ларсен — Зэд Эванс
- Хадиджа Ред Тандер — Стэф Джонс
- Пиа Миа — Тристан
- Инанна Саркис — Молли Сэмюэлс
- Дилан Арнольд — Ной Портер
- Стефан Роллинз — Ричард Янг
- Джон Джексон Хантер — маленький Хардин

## Производство
В мае 2019 года был подтверждён факт съёмок сиквела, в котором главные роли вновь исполнят Джозефин Лэнгфорд и Хиро Файнс-Тиффин.
4 августа 2019 года было объявлено, что Роджер Камбл станет режиссёром картины. На следующий день, 5 августа, стало известно, что роль Тревора, коллеги Тессы, исполнит Дилан Спраус, а Джон Джексон Хантер утверждён на роль маленького Хардина. Кроме того, 14 августа в СМИ анонсировали, что к касту присоединились Чарли Уэбер, Роб Эстес, Луиза Ломбард, Кэндис Кинг, Карима Уэстбрук и Макс Роган. Они сыграют Кристиана Вэнса, Кена Скотта, Триш, Ким, Карен и Смита, соответственно. Эстес и Уэстбрук заменили Питера Галлахера и Дженнифер Билз, играющих родителей Хардина в первом фильме.
Съёмки начались 12 августа 2019 года в Атланте, штат Джорджия, а закончились 16 сентября.

## Маркетинг
Локализованная версия тизер-трейлера к фильму была опубликована в сети 14 февраля 2020 года. Официальный трейлер опубликован 27 июля 2020 года.

## Продолжения
В начале сентября 2020 года Джозефин Лэнгфорд и Хиро Файнс-Тиффин объявили о том, что в производство запущены третья и четвёртая части кинофраншизы.
В октябре в СМИ появилась информация о том, что к основному актёрскому составу третьего и четвёртого фильмов присоединятся Стивен Мойер и обладательница премии Оскар Мира Сорвино. Стало известно, что роли во франшизе получили Чанс Пердомо и Ариэль Кеббел, а также Фрэнсис Тернер и Киана Мадейра. Режиссёром третьего и четвёртого фильмов выступит Кастилл Лэндон. Сценарий картин написала Шэрон Собойл, соавтор сценария к фильму «После. Глава 2».
Третья часть франшизы вышла в российский прокат 2 сентября 2021 года. Дата выхода четвёртого фильма 25 августа 2022 года.